# پائولینو مارتینز سوریا
پائولینو مارتینز سوریا (انگلیسی: Paulino Martínez Soria؛ زادهٔ ۱۴ اوت ۱۹۷۳) بازیکن فوتبال اهل اسپانیا است.
از باشگاه‌هایی که در آن بازی کرده‌است می‌توان به باشگاه فوتبال اتلتیکو مادرید و باشگاه فوتبال اتلتیکو مادرید بی اشاره کرد.